# Aega bicarinata
Aega bicarinata is een pissebed uit de familie Aegidae. De wetenschappelijke naam van de soort werd in 1818 gepubliceerd door William Elford Leach.

## Synoniemen
- Aega stroemii Lütken, 1859[1]